# Ліга Пауліста
Ліга Пауліста (порт.-браз. Campeonato Paulista) — найвища футбольна ліга штату Сан-Паулу, що проводиться під егідою Федерації футболу Паулісти (порт.-браз. Federação Paulista de Futebol). Турнір заснований 1902 року і є найстарішим чемпіонатом у Бразилії.
Ліга Пауліста є найсильнішим чемпіонатом штату в Бразилії згідно з рейтингом КБФ. Протягом всієї історії в Лізі виділилися 4 яскраво-виражених клубу лідери: «Сан-Паулу», «Корінтіанс», «Сантос» і «Палмейрас».
До 1929 року великою командою штату вважалася також «Паулістано», але потім цей клуб, за який виступав великий бомбардир Артур Фріденрайх, об'єднався з клубом «АА дас Палмейрас» (не плутати з нинішнім «Палмейрасом», який тоді мав назву «Палестра Італія») «Сан-Паулу». Досягнення останнього клубу прийнято відраховувати вже після об'єднання.
Чотири великих клубу штату Сан-Паулу мають гарантоване місце в Кубку Бразилії (якщо хтось із них не бере участі одночасно в міжнародному Кубку Лібертадорес). Інші команди в Кубок Бразилії добираються саме за підсумками чемпіонату штату. Від Ліги Паулісти делегується найбільше представництво в Кубок Бразилії. Також за результатами чемпіонату штату найкращі команди, які не є учасниками бразильських Серій А, B і С, стають учасниками бразильської Серії D. Так як від штату Сан-Паулу також делегується найбільша кількість клубів згідно з рейтингом КБФ, переважна більшість клубів Ліги Паулісти виступає в тій чи іншій Серії Чемпіонату Бразилії.

## Назва турніру
Слово «Пауліста» означає приналежність до штату Сан-Паулу. Цим словом у Бразилії позначають все, що вироблено в цьому штаті (прикметник), а також людей — вихідців з цього штату (іменник). Найяскравіший приклад — колишній півзахисник збірної Бразилії, чемпіон світу Жуніньйо Пауліста.

## Історія
Величезну роль у створенні першого бразильського клубного турніру з футболу зіграв Чарльз Міллер. Після повернення з навчання в Англії, Міллер став поширювати правила гри у футбол. 14 грудня 1901 року була заснована Футбольна Ліга Паулісти (Liga Paulista de Foot-Ball), або LFP. Клубами-засновниками стали: «Сан-Паулу Атлетік Клуб», «Інтернасьонал» (Сан-Паулу), «Маккензі Колеж», «Жерманія» і «Паулістано».
Перший чемпіонат Ліги Паулісти проходив із квітня по жовтень 1902 року, чемпіоном став «Сан-Паулу Атлетік Клуб», в якому найкращим бомбардиром і гравцем був сам Чарльз Міллер, якого в Бразилії називають родоначальником футболу країни.
На відміну від Аргентини і Уругваю, спочатку футбол у Бразилії був закритий для простого народу — команди представляли елітарні верстви суспільства, або там виступали іноземні робітники залізничних та інших компаній. В аматорські роки на лідируючі позиції у футболі штату вийшла команда «Паулістано», що складалася з дітей найбагатших сімей Сан-Паулу. Примітно, що найкращим гравцем тієї епохи став Артур Фріденрайх — мулат, син європейця і темношкірої бразилійки. Цей факт сприяв наближенню футболу до народних мас, а сам Фріденрайх за рахунок своєї чудової гри (він автор понад 1 000 голів) досі називається в числі найбільших гравців Бразилії всіх часів.
Популярність футболу з часом зростала. Велику роль у становленні футболу Бразилії зіграв візит лондонської аматорської команди «Корінтіан» в Сан-Паулу і Ріо-де-Жанейро. Коринтійці з легкістю обіграли всі клуби Бразилії, викликавши величезний інтерес у молодих бразильців. У 1910 році в Сан-Паулу з'явився клуб «Корінтіанс», названий (з подачі Чарльза Міллера) в честь лондонських гостей. «Корінтіанс» стане найпопулярнішою командою штату і на даний момент число його вболівальників досягає 24 мільйонів чоловік.
Через 4 роки частина членів «Корінтіанса» — італійців — пішла з команди і заснувала клуб «Палестра Італії» (Італійська Арена). Клуб став другим грандом штату, який існує донині: справа в тому, що з початком Другої світової війни Італія, яка виступала на боці гітлерівської Німеччини, стала непопулярною в Бразилії, і назва змінилася на «Палмейрас». Так з'явився ще один клуб-гранд бразильського футболу.
У 1913—1940 рр. у штаті Сан-Паулу було кілька футбольних організацій, що самостійно проводили свої чемпіонати — LPF, APEA, LAF, LFESP. Всі версії вважаються офіційними, оскільки кожна з організацій мала в своїх рядах сильні за складом учасників клуби.
Поступово футбол вийшов за межі міста Сан-Паулу. Першим чемпіоном штату — не представником міста Сан-Паулу — став у 1935 році «Сантос» з портових воріт Великого Сан-Паулу. «Золотим» періодом в історії цієї команди стали 1950-1960-ті роки, коли «Сантос» був одним з базових (поряд з «Ботафого») клубів збірної Бразилії, а лідером у команді став найкращий гравець світу XX століття Пеле. «Сантос» домінував у Лізі Паулісті в ті роки.
Нарешті, в 1929 році команди «Паулістано», багаторазовий чемпіон штату, і «АА дас Палмейрас», що також ставав чемпіоном, вирішили об'єднатися в «Сан-Паулу».
Таким чином, до 1930-х років сформувалася така структура в Лізі Пауліста, при якій в штаті домінують 4 головних клуби — 3 з міста Сан-Паулу і 1 з Сантуса, яка, загалом і в цілому, існує понині. Клуби, які не представляють цієї «Великої четвірки» штату лише зрідка голосно заявляють про себе на футбольній арені штату і Бразилії. До таких команд можна віднести «Гуарані» з Кампінаса, який зумів стати чемпіоном Бразилії (чемпіонати Бразилії стали проводитися тільки з 1971 року), «Португеза Деспортос», «Сан-Каетано» (двічі віце-чемпіон Бразилії, фіналіст Кубка Лібертадорес 2002).
У 2002 році Ліга Пауліста пройшла без участі чотирьох грандів, зайнятих в іншому турнірі. Чемпіоном стала команда «Ітуано». Оскільки зі спортивної точки зору ця перемога мало що значила, ЛФП організувала «Суперчемпіонат» за участю офіційного чемпіона і грандів. Турнір виграв «Сан-Паулу». Цей титул прирівнюється до чемпіонства в Лізі Паулісті.

## Чемпіони
- 1902 — Сан-Паулу Атлетік Клуб
- 1903 — Сан-Паулу Атлетік Клуб
- 1904 — Сан-Паулу Атлетік Клуб
- 1905 — Паулістано
- 1906 — Германія
- 1907 — Інтернасьйонал (СП)
- 1908 — Паулістано
- 1909 — АА дас Палмейрас
- 1910 — АА дас Палмейрас
- 1911 — Сан-Паулу Атлетік Клуб[1]
- 1912 — Амерікано
- 1913 ЛПФ[2] —Амерікано
- 1913 АПЕА[3] — Паулістано
- 1914 ЛПФ — Корінтіанс
- 1914 АПЕА — Сан-Бенту
- 1915 ЛПФ — Германія[1]
- 1915 АПЕА — АА дас Палмейрас[4]
- 1916 ЛПФ — Корінтіанс
- 1916 АПЕА — Паулістано
- 1917 — Паулістано
- 1918 — Паулістано
- 1919 — Паулістано
- 1920 — Палестра Італія
- 1921 — Паулістано
- 1922 — Корінтіанс
- 1923 — Корінтіанс
- 1924 — Корінтіанс
- 1925 — Сан-Бенту
- 1926 АПЕА — Палестра Італія
- 1926 ЛАФ[5] — Паулістано
- 1927 АПЕА — Палестра Італія
- 1927 ЛАФ — Паулістано
- 1928 АПЕА — Корінтіанс
- 1928 ЛАФ — Інтернасьонал (СП)[1]
- 1929 АПЕА — Корінтіанс
- 1929 ЛАФ — Паулістано[6]
- 1930 — Корінтіанс
- 1931 — Сан-Паулу
- 1932 — Палестра Італія
- 1933 — Палестра Італія
- 1934 — Палестра Італія
- 1935 ЛПФ — Сантос
- 1935 АПЕА — Португеза
- 1936 ЛПФ — Палестра Італія
- 1936 АПЕА — Португеза
- 1937 — Корінтіанс
- 1938 — Корінтіанс
- 1939 — Корінтіанс
- 1940 — Палестра Італія
- 1941 — Корінтіанс
- 1942 — Палмейрас
- 1943 — Сан-Паулу
- 1944 — Палмейрас
- 1945 — Сан-Паулу
- 1946 — Сан-Паулу
- 1947 — Палмейрас
- 1948 — Сан-Паулу
- 1949 — Сан-Паулу
- 1950 — Палмейрас
- 1951 — Корінтіанс
- 1952 — Корінтіанс
- 1953 — Сан-Паулу
- 1954 — Корінтіанс
- 1955 — Сантос
- 1956 — Сантос
- 1957 — Сан-Паулу
- 1958 — Сантос
- 1959 — Палмейрас
- 1960 — Сантос
- 1961 — Сантос
- 1962 — Сантос
- 1963 — Палмейрас
- 1964 — Сантос
- 1965 — Сантос
- 1966 — Палмейрас
- 1967 — Сантос
- 1968 — Сантос
- 1969 — Сантос
- 1970 — Сан-Паулу
- 1971 — Сан-Паулу
- 1972 — Палмейрас
- 1973 — Сантос
- 1973 (дод.) — Португеза
- 1974 — Палмейрас
- 1975 — Сан-Паулу
- 1976 — Палмейрас
- 1977 — Корінтіанс
- 1978 — Сантос
- 1979 — Корінтіанс
- 1980 — Сан-Паулу
- 1981 — Сан-Паулу
- 1982 — Корінтіанс
- 1983 — Корінтіанс
- 1984 — Сантос
- 1985 — Сан-Паулу
- 1986 — Інтернасьйонал Лімейра
- 1987 — Сан-Паулу
- 1988 — Корінтіанс
- 1989 — Сан-Паулу
- 1990 — Брагантіно
- 1991 — Сан-Паулу
- 1992 — Сан-Паулу
- 1993 — Палмейрас
- 1994 — Палмейрас
- 1995 — Корінтіанс
- 1996 — Палмейрас
- 1997 — Корінтіанс
- 1998 — Сан-Паулу
- 1999 — Корінтіанс
- 2000 — Сан-Паулу
- 2001 — Корінтіанс
- 2002 — Ітуано
- 2003 — Корінтіанс
- 2004 — Сан-Каетано
- 2005 — Сан-Паулу
- 2006 — Сантос
- 2007 — Сантос
- 2008 — Палмейрас
- 2009 — Корінтіанс
- 2010 — Сантос
- 2011 — Сантос
- 2012 — Сантос
- 2013 — Корінтіанс
- 2014 — Ітуано
- 2015 — Сантос
- 2016 — Сантос
- 2017 — Корінтіанс
- 2018 — Корінтіанс
- 2019 — Корінтіанс
- 2020 — Палмейрас
- 2021 — Сан-Паулу
- 2022 — Палмейрас
- 2023 — Палмейрас
- 2024 — Палмейрас

## Досягнення клубів
- Корінтіанс (СП) — 30
- Палмейрас (СП) — 26
- Сантос (Сантус) — 22
- Сан-Паулу — 22
- Паулістано (СП) — 11 †
- Сан-Паулу АК — 4 †
- АА дас Палмейрас (СП) — 3 †
- Португеза (СП) — 3
- Амерікано (СП) — 2
- Германія (СП) — 2 †
- Інтернасьонал (СП) — 2
- Сан-Бенту (СП) — 2
- Ітуано (Іту) — 2
- Сан-Каетано (Сан-Каетану-ду-Сул) — 1
- Інтернасьйонал Лімейра (Лімейра) — 1
- Брагантіно (Браганса-Пауліста) — 1